# Casa Senyorial de Zalenieki
La Casa Senyorial de Zaļenieki (en letó: Zaļenieki muižas pils o Zaļā muiža) és una mansió a la històrica regió de Semigàlia, al Municipi de Jelgava de Letònia. Es troba envoltada d'un parc de 27 hectàrees amb estanys i llacs. Era una de les propietats més antigues de l'Orde Livonià a Semigàlia. La seva arquitectura permet que sigui avaluada com el primer i més gran model clàssic a Curlàndia.

## Història
Després de la desaparició de l'Orde Livonià el 1562, la mansió es va convertir en propietat i lloc per a la caça de Gotthard Kettler, primer duc de Curlàndia i Semigàlia. El 1766, el duc Ernst Johann von Biron va signar el primer contracte per a la construcció d'una nova mansió. El disseny arquitectònic inicial se suposa que va ser obra de l'arquitecte rus d'origen italià Bartolomeo Rastrelli, que va morir el 1771 abans de la finalització del projecte. La construcció va començar el 1768 i va acabar el 1775 sota la supervisió de l'assistent de Rastrelli el danès Severin Jensen, el que explica la influència del tardà barroc junt amb el classicisme.
El 1795, quan el Ducat de Curlàndia i Semigallia es va incorporar a l'Imperi Rus, l'emperador Pau I de Rússia va regalar la casa senyorial de Zaļenieki i tota la finca al seu germanastre Alexandre de Württemberg. Després de les reformes agràries de Letònia el 1920, l'edifici va ser nacionalitzat i convertit en una escola secundària professional, que segueix en funcionament. La façana de la casa no ha sofert grans canvis des del segle xviii. Tanmateix, l'interior de la mansió va ser modernitzat entre el 1866 i el 1868. El complex constava de més de 30 edificis, incloent estables i allotjaments per als servents.